# 145 (število)
145 (stó pétinštírideset) je naravno število, za katero velja 145 = 144 + 1 = 146 - 1.

## V matematiki
- sestavljeno število.
- psevdopraštevilo
- 145 lahko zapišemo kot vsoto kvadratov dveh števil na dva načina:

{\displaystyle 145=12^{2}+1^{2}=8^{2}+9^{2}\,\!} in
{\displaystyle 145=3^{4}+4^{3}\,\!}.
- deveto središčno kvadratno število.
- deseto petkotniško število {\displaystyle 145=10(3\cdot 10-1)/2\,\!}.
- 145 = 1! + 4! + 5!.
- Ulamovo število {\displaystyle 145=48+97\,\!}.

## V znanosti

### Astronomija
- telo Novega splošnega kataloga NGC 145 je spiralna galaksija v ozvezdju Kita.

## Drugo

### Leta
- 145 pr. n. št.
- 145, 1145, 2145